# Тайенна (река)
Тайенна (англ. Tyenna River) — река на острове Тасмания (Австралия), правый приток реки Деруэнт. Река Тайенна берёт своё начало в горах национального парка Саут-Уэст и течёт в восточном направлении, впадая в реку Деруэнт в районе населённого пункта Каранья.

## География
Исток реки Тайенна находится в горах национального парка Саут-Уэст, на северном склоне горного массива Те-Нидлс (The Needles) на высоте около 850 м, примерно в 13 км восточнее озера Гордон (Lake Gordon) и в 1 км южнее автомобильной дороги  Гордон-Ривер (Gordon River Road).
Река течёт преимущественно в восточном направлении, протекая вблизи населённых пунктов Мейдена, Фицджералд, Тайенна, Нашенал-Парк и Каранья. На протяжении примерно 1,5 км река протекает по территории национального парка Маунт-Филд. Тайенна впадает в Деруэнт в районе населённого пункта Каранья, примерно в 20 км северо-западнее города Нью-Норфолк.
Согласно делению, принятому для бассейна реки Деруэнт, бассейн реки Тайенна принадлежит к Нижнему Деруэнту, общая площадь которого равна 1517 км². Бассейн реки Ди занимает примерно 19 % этой территории — 284 км², это примерно 3,2 % всей площади бассейна реки Деруэнт без эстуария (или около 3,1 %, если включать эстуарий). Длина реки — около 48 км, средний расход воды — 6,1 м³/с.
Основными притоками реки Тайенна являются Гумбольдт (Humboldt River), Леди-Баррон-Крик (Lady Barron Creek) и Бойсес-Крик (Boyces Creek). В национальном парке Маунт-Филд в Тайенну впадает ручей Расселл-Фолс-Крик (Russell Falls Creek), на котором находятся водопады Расселл и Хорсшу. 

## Рыбная ловля
Река Тайенна является одним из популярных мест для рыбной ловли в Тасмании. В частности, там водятся кумжа (Salmo trutta, англ. brown trout — коричневая форель) и микижа (Oncorhynchus mykiss, англ. rainbow trout — радужная форель).